# Kray (filme)
Kray é um filme de drama russo de 2010 dirigido e escrito por Alexei Uchitel. Foi selecionado como representante da Rússia à edição do Oscar 2011, organizada pela Academia de Artes e Ciências Cinematográficas.

## Elenco
- Vladimir Mashkov - Ignat
- Anjorka Strechel - Elsa
- Yulia Peresild - Sofia
- Sergey Garmash - Fishman
- Aleksei Gorbunov - Kolyvanov